# Abu ad-Darda'a
Abu ad-Darda'a al-Ansari (arabe : أَبُو ٱلدَّرَدَاءَ) était un compagnon du prophète de l'islam Mahomet. Son vrai nom est Uwaymar ibn Malik al-Khazraji.

## Biographie
Abu ad-Darda'a était un commerçant de Médine et un ami de Abdullah ibn Rawaha. Ce dernier, en rentrant de la bataille de Badr se rendit chez lui et brisa l'idole qu'il adorait. La femme de Abu ad-Darda'a rapporta cet acte à son mari qui voulut dans un premier temps se venger mais se rétracta pour partir ensuite à la recherche de son ami afin qu'il le mène aux côtés de Mahomet, et se convertit à l'islam lorsqu'il entendit ses enseignements. Lors du califat de `Umar ibn al-Khattab, peu de temps après la mort de Mahomet, il prit la fonction de juge en Syrie. Mu`awiya ibn Abi Sufyan envoya des hommes pour demander la main de sa fille, ad-Darda'a, pour son fils Yazid ibn Mua`wiya mais il refusa, préférant la donner à un autre sahabi de peur qu'en devenant sa femme, les richesses qui l'entoureraient lui fassent perdre sa religion. Il mourut en 652, 32 après l'hégire, pendant le califat de `Uthman.
Son tombeau est situé à Damas, dans la mosquée portant son nom.

## Enseignement
Abu ad-Darda'a était connu par son zuhd et son indulgence. Il recommandait le tafakkur (méditation) mettant la crainte de Dieu au-dessus de la simple observance des obligations rituelles et disait: « Ce qui montre bien la vanité du monde c'est qu'on obtient rien de Dieu, sans renoncer au monde. ». Sa`d ibn Mu`adh a dit à son propos : « Prenez la science chez quatre personnes : Abû Ad-Dardâ, Ibn Mas`ûd, Salman et `Abdullah ibn Salam. »